# Голяма Апалачка долина
Голямата Апалачка долина (Грейт Вали) (на английски: Great Appalachian Valley) е голямо надлъжно понижение в Южните Апалачи, в САЩ. Дължината ѝ е 950 km, а ширината 40 – 60 km. На запад е ограничена от Апалачкото плато, а на изток от хребета Блу Ридж. Състои се от многочислени ерозионни надлъжни долини, разделени от къси, заоблени хребети с височина до 1500 m. Долината се дренира от многочислени реки, в т.ч. Тенеси, Камберленд, Китатини, Шенандоа. Долината се явява много важен селскостопански район (посеви от пшеница, царевица, цвекло), едър рогат добитък. По протежение на Голямата Апалачка долина са прокарани едни от най-важните магистрали, свързващи северните и южните щати на САЩ.